# عقيل حسن
عقيل حسن (15 يونيو 1986) لاعب كرة قدم بحريني يلعب حاليا لصالح نادي الدرجة الأولى المالكية البحريني في مركز الوسط المحوري من 2004.